# Shire Jama Ahmed
Shire Jama Ahmed (en somali : Shire Jaamac Axmed, arabe : شيري جامع أحمد) né en 1936 et mort en 1999 était un linguiste somalien et un érudit. Il se distingue par la création et le développement de l'écriture latine somalie moderne pour la transcription de la langue somalienne en alphabet latin.

## Biographie
Shire est né dans la région de Dusamareeb en Somalie dans une famille issue du clan Marehan. Il grandit à Dhuusamareeb et Abudwak, deux des villes les plus importantes de la région.
En 1940, vers l'âge de cinq ans (l'âge habituel auquel les enfants commencent les études coraniques), Shire commence son apprentissage du Coran dans la dugsi ou madrasah locale. Il poursuit ses études religieuses jusqu'en 1945. Il est largement rapporté qu'il a atteint Kabir ou chef des étudiants.
Jama Ahmed, le père de Shire, décide alors de déménager avec sa famille à Mogadiscio, la capitale de la Somalie. Shire connaît, à Mogadiscio un type de scolarité considérablement différent. En effet, il fréquente alors des écoles de langue dans lesquelles sont notamment enseignés l'arabe et l'anglais. À Mogadiscio, il a également entrepris des études de langue italienne. 
De 1951 à 1954, Shire s'est inscrit dans un collège dirigé par d'anciens diplômés de la prestigieuse université Al-Azhar au Caire, en Égypte. Ses études se concentrent alors sur le droit arabe et islamique. Plus tard, en 1955, il fait partie d’un groupe d’étudiants qui reçurent des bourses pour étudier dans des établissements d’enseignement supérieur égyptiens.

### Années de lycée à l'école secondaire Jamal Abdinasir de Mogadiscio
Shire Jama Ahmed est diplômée de l'école secondaire Jamal Abdinasir, au centre-ville de Mogadiscio. L'école était également connue des habitants de Mogadiscio sous le nom de lycée Allahi et de lycée arabe.
Les enseignants et les administrateurs de l'école secondaire Jamal Abdinasir, contribuent à assurer à Shire et à plusieurs dizaines d'autres étudiants très motivés des voyages en Égypte pour poursuivre leurs études en arabe avancé. Shire a finalement obtenu un diplôme de l'université d'Al-Azhar.

### Études à l'étranger en Égypte et en Russie
Après avoir terminé avec succès ses études en Égypte, Shire se retrouve à nouveau parmi un groupe d'étudiants sélectionnés pour des bourses d'études à l'étranger, mais cette fois en Union soviétique. Il est ensuite diplômé d'une université russe en 1967.

## Carrière
Shire est le premier président de l'histoire de l'Académie nationale somalienne de la culture, ainsi que le fondateur du premier magazine national somalien, The Light of Knowledge and Education.
En outre, il est l'un des principaux organisateurs et administrateurs de la Ligue de la jeunesse somalienne (SYL), un mouvement politique nationaliste axé sur la jeunesse qui a existé dans les années 1930 jusqu'à la fin des années 1960. Entre 1967 et 1969, il occupe également le poste de chef du protocole présidentiel au sein du gouvernement Sharmarke.

## Apport au débat somalien sur la langue
Pendant environ une décennie, des efforts sont déployés pour trouver une orthographe commune pour la langue somalienne, de nombreuses propositions étant faites parmi les savants somaliens, les deux principales étant l'arabe et l'osmanya.
Shire, linguiste de formation, est, à l'occasion de ces dabts, partisan de l'utilisation du latin pour transcrire la langue somalienne. Cette préférence ne se limite cependant pas à simplement privilégier une écriture par rapport à une autre puisque Shire a également publié de nombreux livres basés sur la culture orale somalienne en utilisant une écriture latine modifiée.
Deux gouvernements successifs, de 1960 à 1967 et de 1967 à 1969, n'ont pas réussi à trancher le débat sur l'écriture à utiliser : l'arabe, une écriture que la plupart des Somaliens utilisaient depuis des siècles et qui figure dans le Coran, ou le latin, une écriture renvoyant de façon très forte aux puissances coloniales et à leur conquête de la Somalie mais très pratique pour le pays en train de se reconstruire.
Shire était alors partisan de l'écriture latine, tandis que Cheikh Abdurahman Sheikh Nuur, Osman Yusuf Kenadid et Muse Haji Ismail Galal ont chacun favorisé des systèmes d'écriture différents pour transcrire la langue somalienne. À l’origine, 18 écritures différentes ont été présentées au Comité de la langue somalienne nouvellement créé. Parmi ces 18 orthographes proposées, 11 étaient de nouvelles inventions, tandis que 4 étaient dérivées de l'écriture arabe et 3 étaient latines.

### Introduction officielle de l'écriture latine somalie
À la fin des années 1960, Shire et quelques autres linguistes somaliens se présentent devant le Comité de la langue somalienne, une organisation chargée de régler la question linguistique en suspens de la Somalie, donc de choisir entre plusieurs orthographes potentielles. Ces écritures proprosée vont de l'arabe à certaines ressemblant au Ge'ez, un ancien système d'écriture éthio-sémitique. Parmi les écriture proposées, se retrouvent l'écriture Osmanya, une orthographe inventée au début du XXe siècle par le poète et souverain Majeerteen, Osman Yusuf Kenadid, qui a bénéficié d'un fort succès. L'orthographe de Shire, pour sa part, est dérivé de caractères latins et omis quelques lettres ( p, v et z ) pour s'adapter aux sons uniques de la langue somalienne. Shire introduit également des lettres combinées ( kh, dh et sh ), qui étaient à bien des égards exclusives à la langue.
Le gouvernement militaire, arrivé au pouvoir en octobre 1969 sous l'égide du général Mohamed Siad Barre, reprend le débat et promet au peuple somalien d'introduire un moyen d'écrire le somali,. En 1972, le gouvernement de Barre officialise sa décision d'opter pour l'écriture latine du somali et commence à imprimer davantage de livres dans cette écriture, tant pour les écoles primaires que secondaires.
Tous les fonctionnaires ont également reçu l'ordre d'apprendre la langue somalienne dans les six mois à compter de janvier de la même année. Le fait de maitriser l'écriture développée par Shire est également devenu une condition pour entrer dans la fonction publique.

### Campagne d'alphabétisation rurale en Somalie
Après l’introduction de l’écriture nationale somalienne, le gouvernement entreprends une campagne d’alphabétisation massive dans les villages et les zones rurales du pays de 1974 à 1975. Cet effort est appelé en langue somalienne Ol Olaha Waxbarashada Reer Miyiga ou Campagne d'alphabétisation de la campagne somalienne. Cette campagne est menée par des jeunes, principalement des enseignants du primaire ainsi que des lycéens. La mise en place d'un alphabet a grandement facilité cette alphabétisation des masses.

## Publications
Shire a écrit de nombreux ouvrages traitant de l'alphabétisation et de la culture somalienne. Toutes ces publications ont été produites soit dans sa propre imprimerie, soit par l'intermédiaire d'autres imprimeries à Mogadiscio.
Il a notamment publié, en 1965 une collection d'oeuvres issues de la tradition orale somalie. Parmi elles, Roxaan œuvre très similaire au livre publié plus tard par l'écrivain kényan Ngugi wa Thiong'o, Devil on the cross.
Il a publié un certain nombre de livres et de brochures, ses premières publications comprenant également des périodiques. Les œuvres de Shire Jama Ahmed comprennent :
- Iftiinka Aqoonta (« La Lumière de la connaissance ») - périodique au format magazine
- Livre d'exercices pour l'enseignement élémentaire
- Éducation et assistance juridique en Somalie - préparé pour les volontaires du Peace Corps américain
- Halgankii Nolosha ("Les luttes de la vie") Presse nationale, Mogadiscio 1974
- Gabayo, Maahmaah, iyo Sheekooyin Yaryar (« Poèmes, proverbes et nouvelles »), Shire Jama Ahmed Personal Press, Mogadiscio, 1965

## Voir également
- Alphabets somaliens
- Musa Haji Ismail Galal